# トロワ
トロワ（Troyes）は、フランス北部、グラン・テスト地域圏のコミューンで、オーブ県の県庁所在地。

## 地理
セーヌ川に面し、パリの南東約150キロ地点にある。

## 由来

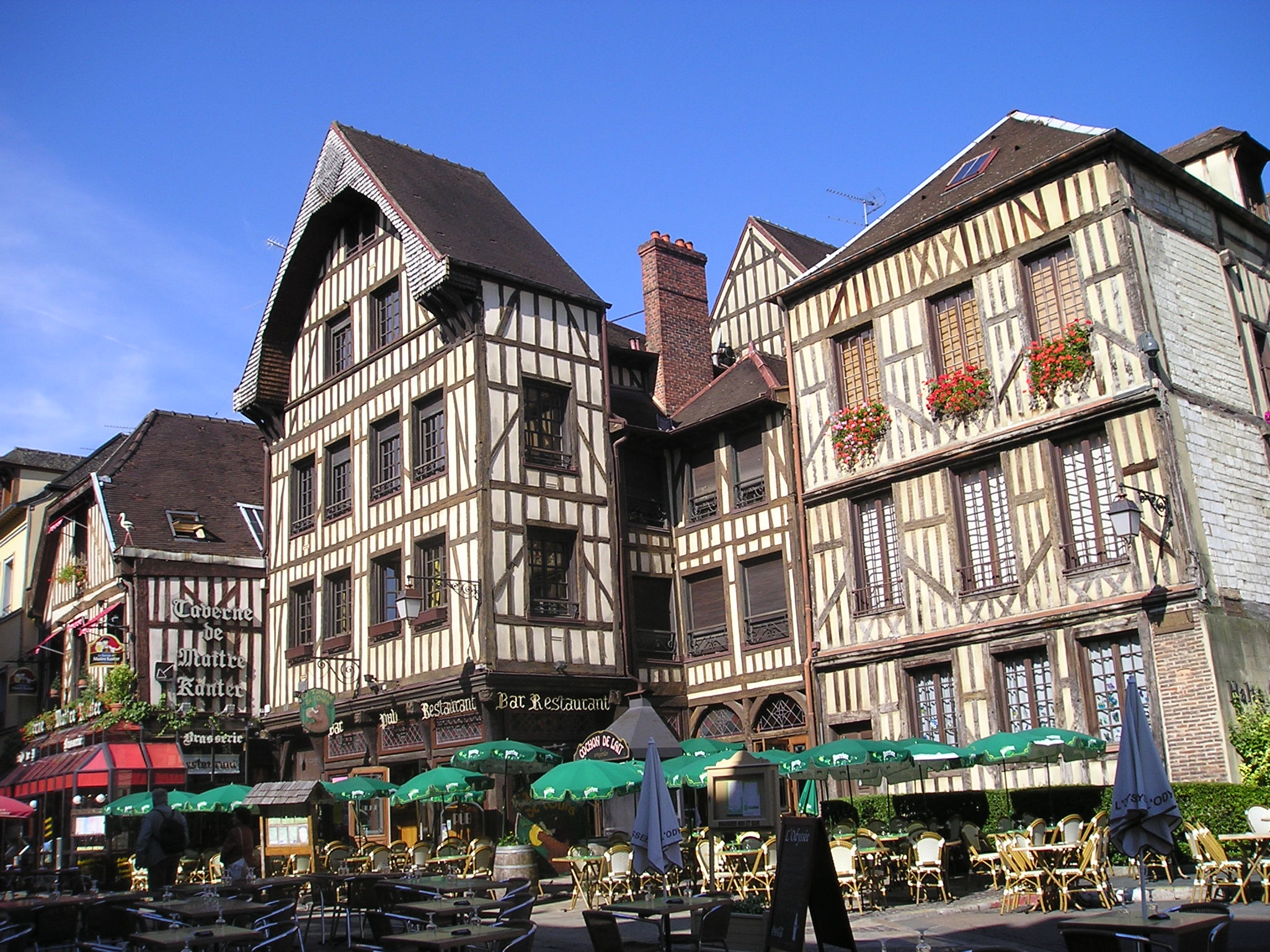
旧市街の木造建築

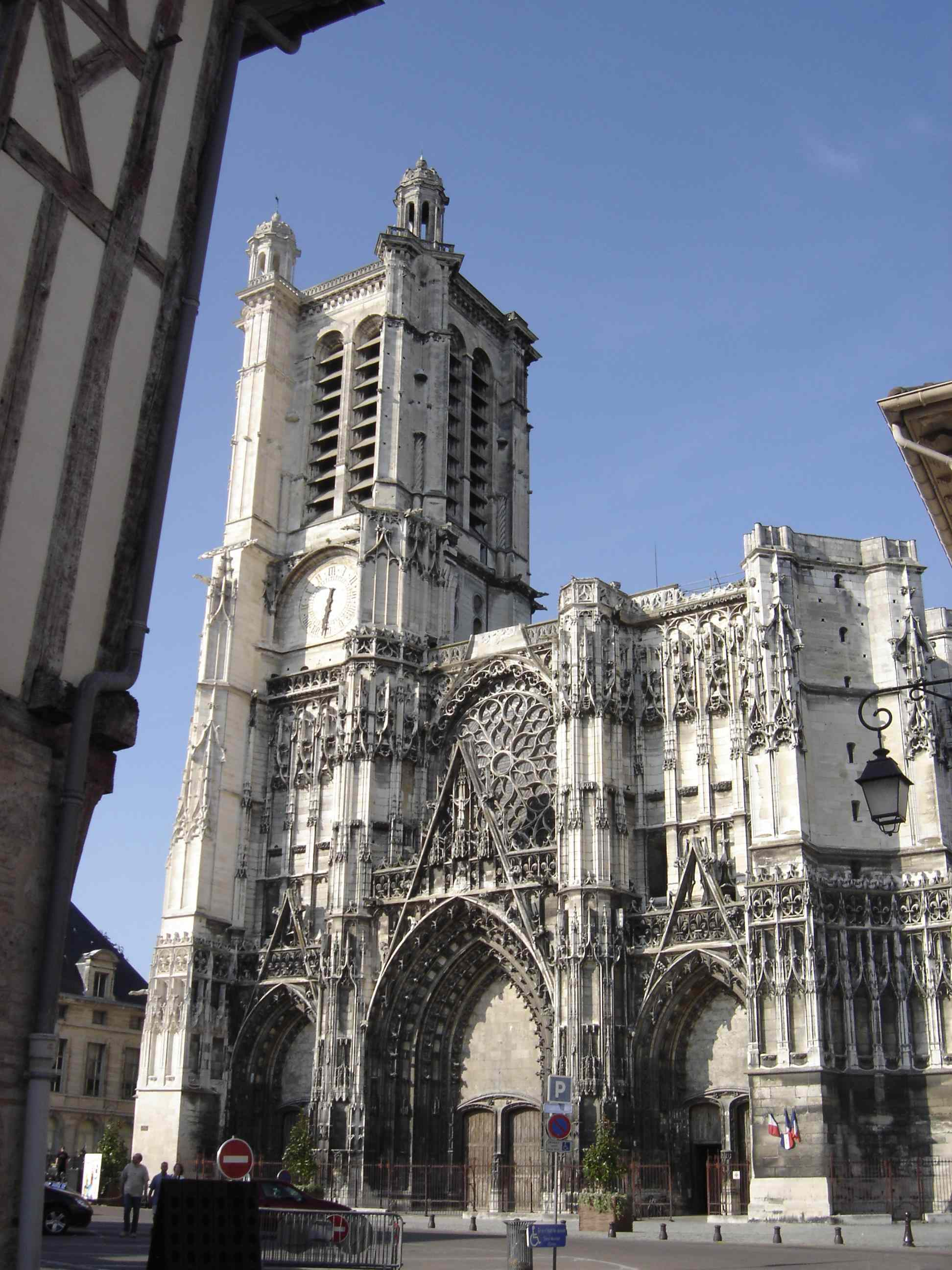
サン＝ピエール・エ・サン＝ポール聖堂

ローマ時代の名はアウグストボナ（Augustobona）であった。この名と平行してユリオボナ（Juliobona、現在のリールボンヌ）という地名が存在した。-bonaとは定住地を意味するので、前半のアウグストやユリオとは当時のローマ皇帝の名を表している。トロワという地名はガリア系のトリカッス族（fr）に由来する。4世紀の町の名はcivitas Tricassiumであった。7世紀にTrecassisとなり、9世紀にTrecasadiensとなった。13世紀にはTroiesとなった。

## 歴史
120年、ローマ皇帝ハドリアヌスは遠征軍を率いてトロワに滞在したことがある。
484年、クローヴィス1世は石灰岩質の広大な平野が広がるトロワ周辺を征服し、シャンパーニュ（当時はカンパニア、Campania）と名づけた。511年のクロヴィス1世による王国分割によりシャンパーニュはアウストラシアの一部とされた。しかしトロワはクロドミルの領地となった。720年、スペインから北上してきたアラブ軍によってトロワは征服されている。ルイ敬虔王時代の820年、アルランがトロワ伯とされた。889年にはヴァイキングに荒らされ、町は灰と化した。10世紀に再びヴァイキングが町を襲ったが、トロワ司教アンスギーズがこれを退けた。
1040年、ラビであるイサーク・ベン・ソロモンがトロワで誕生している。このことは、町中にユダヤ教の学校があったこと意味する。
12世紀、トロワ伯領はモー伯領と併合され、シャンパーニュ伯領が誕生した。1102年、ユーグ1世が初めてシャンパーニュ伯を自称した。
1129年、トロワ公会議（fr）がサン＝ピエール・エ・サン＝ポール聖堂で開かれ、ユーグ・ド・ペイヤン（テンプル騎士団初代総長）ら名だたる聖職者たちが出席した。この公会議で、テンプル騎士団の創設が決定した。1188年、最初の大火で町の多くが破壊された。
1283年、ナバラ女王ジャンヌ・ド・ナヴァールとフランスのフィリップ王子（のちのフィリップ4世）の結婚によって、シャンパーニュはフランス王家と密接に結びつくようになった。中世の商業の拠点として重要な位置を占めた。12世紀から13世紀にまで開かれたシャンパーニュの大市でも主要な開催都市となった。1288年、トロワ住民によるユダヤ人への血の中傷が起こり、容疑者とされたユダヤ人たちを火あぶりにした（fr）。
『ペルスヴァル』などを著し、中世騎士道物語のアーサー王伝説・聖杯伝説の発展に助力したことで著名な詩人クレティアン・ド・トロワゆかりの地という説もある。
百年戦争中には、パリ高等法院がトロワへ移転した。1420年、イングランド王ヘンリー5世とフランス王女カトリーヌが結婚し、ヘンリー5世をフランス王位継承者とする内容の、イングランド優位のトロワ条約が締結された。
16世紀から20世紀までニット産業が栄えた。1770年当時、トロワには40のニット業者が存在し、ニットの一大中心地であった。17世紀には青本の出版地として有名であった。
1910年1月21日から1月23日まで続いたセーヌ川洪水でトロワは甚大な被害を受けた。
戦間期にもニット産業は堅調であり、プティ・バトー、ラコステ、ディムを含む大工場がトロワに数多く建てられた。
1940年6月15日、ナチス・ドイツ軍がサンス、パリに次いでオーブ県の大半を占領した。ナチスによる爆撃を受けたトロワ住民はパニックに陥り、町を脱出した。ナチスのトロワ制圧後、町に残っていたのは約4000人の住民だけだった。1944年8月26日、パットン将軍の軍によってトロワは解放された。解放2日前、ナチス・ドイツはトロワ南部のブシェールにおいて、オラドゥール＝シュル＝グラヌのように
容疑を明らかにしないまま63人の住民を処刑し、家々に火を放っていた（ブシェールの惨劇）。
1960年代、東南アジアや東アジアから輸入されるニット製品との競合にさらされたトロワのニット産業は打撃を受けた。加えて、消費者のストッキング離れも起きていた。それでも現在のトロワとその近郊には、250のテキスタイル関連企業があり、フランスのトリコット・ニット（fr）の一大生産地となっている。

## 経済
かつては繊維産業が発展し、現在でもその名残を残す。アパレルの大手ラコステが本社を置く。中世においてはシャンパーニュの大市の開催地の一つとして知られ、四旬節の第2日曜日の翌月曜日と、9月1日に開催される2つの市があった。トロワの市で貴金属取引に用いられた衡量は、現在のトロイオンスのもとになった。

## 交通
- 道路 - A5、A26
- 鉄道 - TERシャンパーニュ＝アルデンヌ、トロワ駅

## 出身者
- ジャン・ティロール（経済学者、ノーベル賞受賞者）

## 美食

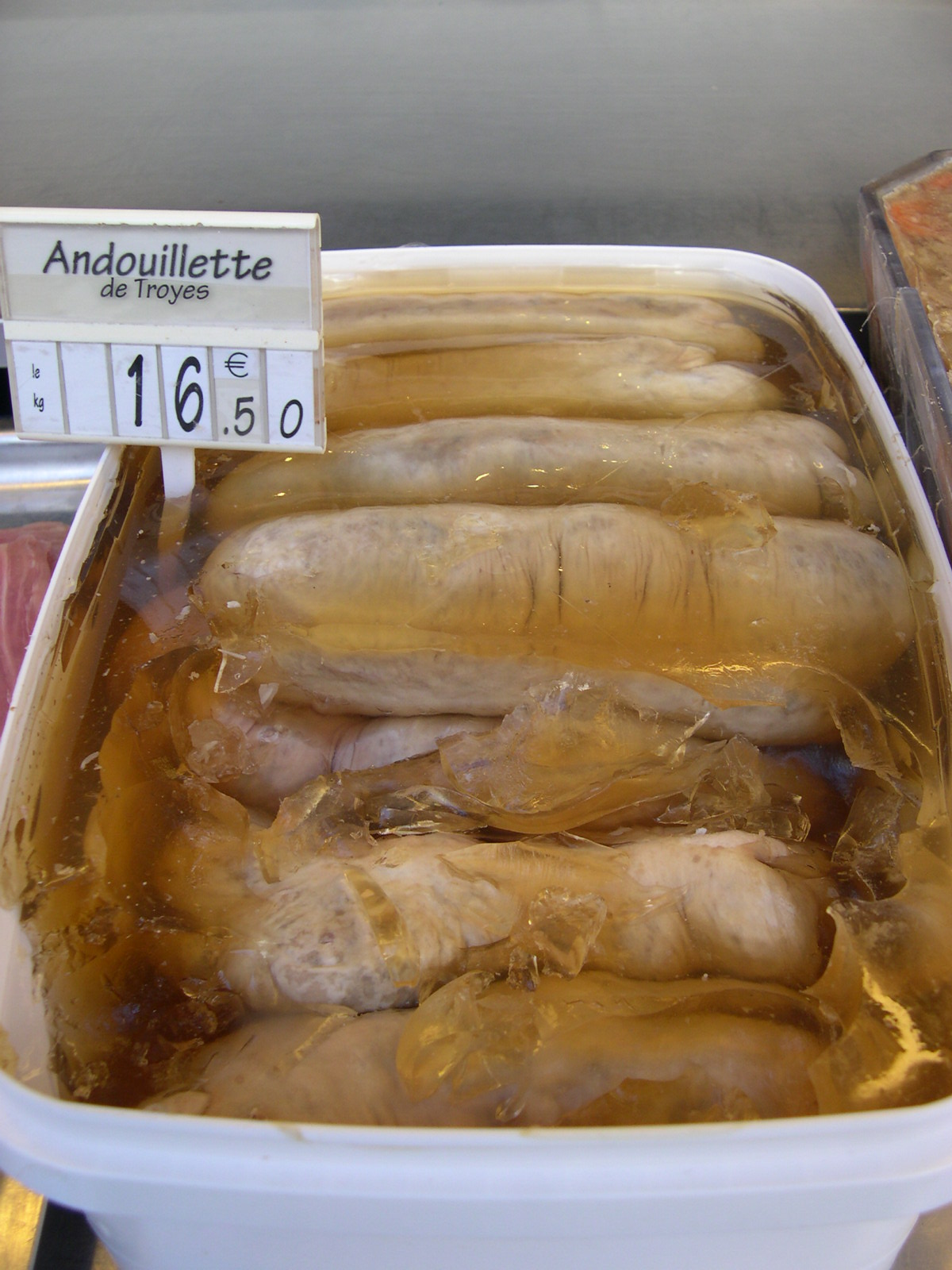
アンドゥイエット

- トロワのアンドゥイエット（L'andouillette de Troyes） - 16世紀からその名が確認できるという[4]、豚の腸詰

## 姉妹都市
- アルクマール、オランダ
- チェスターフィールド、イギリス
- ダルムシュタット、ドイツ
- トゥルネー、ベルギー
- ジェロナ・グラ、ポーランド

## 関連書籍
- ジョゼフ・ギース、フランシス・ギース 著、青島淑子 訳『中世ヨーロッパの都市の生活』講談社〈講談社学術文庫〉、2006年（原著1982年）。ISBN 4-06-159776-0。
シャンパーニュ地方で商業の中心都市として栄えていた、1250年のトロワについて述べられている。